# Federación de Fútbol de Birmania
La Federación de Fútbol de Birmania (llamada Myanmar por la FIFA) es el organismo rector del fútbol en Birmania. Fue fundada en 1947, desde 1948 es miembro de la FIFA y desde 1954 de la AFC. Organiza el campeonato de Liga y de Copa de Birmania, así como los partidos de la selección nacional en sus distintas categorías.